# Stratford (Nuova Zelanda)
Stratford (māori: Whakaahurangi) è l'unica città del distretto di Stratford e capoluogo della regione di Taranaki, nell'Isola del Nord della Nuova Zelanda. Si trova sotto le pendici orientali del monte Taranaki, approssimativamente a metà strada tra New Plymouth e Hāwera, vicino al centro geografico della regione di Taranaki. La città ha una popolazione di 6 130 abitanti.